# Pipunculus amurensis
Pipunculus amurensis är en tvåvingeart som beskrevs av Kuznetzov 1991. Pipunculus amurensis ingår i släktet Pipunculus och familjen ögonflugor. Inga underarter finns listade i Catalogue of Life.